# Das Riesenrad
Das Riesenrad ist ein Filmmelodram im Stil einer Familien- und Zeitchronik aus dem Jahre 1961. Unter der Regie von Géza von Radványi stand das Traumpaar des deutschen Films der frühen 1950er Jahre, Maria Schell und O. W. Fischer, nach acht Jahren erstmals wieder gemeinsam vor der Kamera. Dem Film lag das Theaterstück „The Fourposter“ von Jan de Hartog zugrunde.

## Handlung
Gezeigt wird die Chronik einer großbürgerlichen, adeligen Wiener Familie über drei Generationen: von den ausgehenden Jahren des Habsburgerreiches über die erste Republik und den Anschluss Österreichs unter Hitler bis zur frühen Nachkriegszeit. Das titelgebende Riesenrad im Wiener Prater ist Treff- und Angelpunkt entscheidender Ereignisse und Begegnungen im Leben der Protagonisten und symbolisiert zugleich das über viele Jahrzehnte hinweg einzig Beständige in den unruhigen Zeiten des 20. Jahrhunderts.
Rudolf von Hill gilt als das schwarze Schaf einer Dynastie von Uhrenfabrikanten. Als Offizier wird er im Ersten Weltkrieg verwundet. Dennoch bahnt sich für ihn eine aussichtsreiche Zukunft an. Er übernimmt die Fabrik von seinem Vater und heiratet die junge Elisabeth, Tochter eines Buchhändlers. Die unruhigen 20er Jahre hinterlassen auch bei dem Ehepaar von Hill ihre Spuren. Als Elisabeth allzu sehr über die Stränge schlägt und sich ihrer Vergnügungssucht hingibt, kommt es zu einer Ehekrise, die die beiden jedoch zu meistern wissen. Im Jahre 1940 trifft die beiden von Hills ein schwerer Schicksalsschlag: Sie verlieren ihren einzigen Sohn.
Als der Zweite Weltkrieg zu Ende geht, stirbt Elisabeth an Leukämie und beider Tochter Gisela geht als frisch verheiratete Ehefrau nach Amerika. Rudolf bleibt allein zurück und fühlt sich bald einsam und verlassen. Dann gibt es eines Tages eine entscheidende Wende in seinem Leben, und jemand anderer wird sein Werk weiterführen. Im Riesenrad sitzend und in Erinnerungen schwelgend, stirbt Rudolf mit einem verklärten Lächeln im Gesicht.

## Produktionsnotizen, Veröffentlichung
Gedreht wurde Das Riesenrad zwischen dem 13. Februar und dem 30. April 1961 in Wien (Außenaufnahmen) und in den CCC-Studios in Berlin-Spandau. Die Produktionsleitung übernahm Georg M. Reuther, die Filmbauten entwarfen Willi Schatz und Johannes Ott. Rudolf Nussgruber war Radvanyis Regieassistent, von Claudia Herbig stammten die Kostüme.
Die Uraufführung fand im Juli 1961 während des Internationalen Filmfestivals in Moskau statt. Am 25. August 1961 war die deutsche Premiere in Hannover, wobei „das Comeback des Traumpaars der fünfziger Jahre die Massen mobilisert[e]“ und die Fans strömen ließen, auf den Straßen ging nichts mehr. Während O. W. Fischer das Spektakel „als selbstverständlich“ hinnahm, „freute sich Atze Brauner, daß seine Wette auf das nicht mehr ganz taufrische Paar aufzugehen“ schien. Der gerade in Hannover weilende Kanzler Konrad Adenauer freute sich angesichts der Menschenmenge lautstark, wurde  von Atze Brauner aber über den Sachverhalt aufgeklärt. Verdutzt wollte er wissen, wer bitte O. W. Fischer sei?
Im Mai 1963 erfolgte eine Veröffentlichung in Frankreich; veröffentlicht wurde der Film zudem in Griechenland, Italien, Portugal und Spanien.
Der Film wurde von der Universum Film GmbH am 30. Oktober 2006 zusammen mit drei weiteren Filmen von O. W. Fischer innerhalb der „O. W. Fischer Edition“ auf DVD veröffentlicht.
Derselbe Stoff wurde bereits 1952 unter dem Titel Das Himmelbett mit Lilli Palmer und Rex Harrison in den Hauptrollen in Hollywood verfilmt.

## Rezeption

### Kritik
Das Lexikon des Internationalen Films schrieb: „Ein in Dialog und Darstellung gepflegter Starfilm von großer Publikumswirksamkeit.“
Der Spiegel befand in seiner 39. Ausgabe vom 20. September 1961 auf Seite 91: „Filmautor Ladislas Fodor verlegte den Ort der Handlung aus dem amerikanischen Schlafgemach in mancherlei Wiener Behausungen und erweiterte das Bühnenstück durch konventionelle Späße und langweilige Rührseligkeiten. In den tränenfreien Filmpassagen kichert und albert Maria Schell bis zu ihrem Film-Tod durch Blutkrebs; O. W. Fischer als Film-Gatte überschreitet die Grenze des Erträglichen erst in der letzten Szene: Mit eisgrauem Schnurrbart und Silberhaar verscheidet er erinnerungstrunken im Riesenrad des Wiener Praters.“
Herbert Spaich schreibt in seiner Biografie über Maria Schell „bundesdeutsche Produzenten“ hätten „in völliger Verkennung der gewandelten Rolle des Films mit schwerfälligem Pomp à la Schinderhannes oder dramaturgischen Rezepten von vorgestern der drohenden Pleite zu entgehen“ versucht. Ein „klassisches Beispiel dafür“ sei Das Riesenrad, „ein plüschiges Filmmonster, mit dem das einstige ‚Film-Traum-Paar‘ O. W. Fischer und Maria Schell von Arthur Brauner in Verbindung mit dem »Gloria«-Filmverleih wiederbelebt werden sollte“. Aus der „gepflegten Harmlosigkeit der Vorlage“ habe Regisseur Geza Radvanyi „einen Flickerlteppich aus fünfzig Jahren deutsch-österreichischer Geschichte, Eheglück, Eheleid und den kleinen Sorgen vor dem Hintergrund unheimlich großer Politik“ gemacht. Spaich verwies darauf, dass ein Kritiker das Werk damals „Ben Hur des schlechten Geschmacks“ genannt habe. Maria Schell sei „vom Drehbuch, einer umständlichen Regie und einem eitlen Partner eingezwängt“ worden, da sei „keinerlei Möglichkeit zu künstlerischer Entfaltung“ geblieben. Sie habe „in jeder Szene eine schwer erträgliche Mischung aus wienerischem Charme und Gefühlsseligkeit zu verströmen“ gehabt.
Auch die Biografin von O. W. Fischer Dorin Popa sprach von einem „plüschigen Familienepos“ und verwies auf die seinerzeit wenig begeisterten Kritiken. Jan de Hartogs Zweipersonenstück werde „in Atze Brauners Produzentenhand zum übersüßten Filmmonster aufgeblasen, in dem O. W. Fischer mit aufdringlichem Weaner Charme und Maria Schell, ganz Seelchen, ihr stilles Glück in fünfzig Jahren österreichischer Geschichte aufrechterhalten“. O. W. Fischer bereitete auch in diesem Film die üblichen Schwierigkeiten, indem er darauf pochte, er sei schließlich O. W. Fischer, worauf Radványi erwiderte: „Das bist du in Deutschland, Otto. Aber wos bis du im Ausland? Do hält man dich für eine Zahnpasta.“
Der Kritiker Klaus Hebecker stellte in seinem Filmtelegramm fest: „Es besteht Anlaß, sehr ärgerlich zu sein. So viel Ungeschmack in einem einzigen, auch noch ambitionierten Film ist überhaupt nicht zu begreifen und mit keiner Silbe zu entschuldigen. Wer Film ein wenig liebt, ein ganz kleines bißchen auch nur, dem müssen hier die Haare zornig zu Berge stehen. Man sage uns bitte nicht, dieser Film ziele ›nur‹ auf Unterhaltung. So miserabel darf nicht einmal die primitivste Zerstreuung auf die Leinwand kommen, so ruchlos die Kintoppträne niemals quillen.“
Der Evangelische Film-Beobachter zog folgendes Fazit: „Das Zeit- und Menschenbild stellt sich zu elegant und oberflächlich dar, um überzeugend und wahrhaftig zu wirken.“

### Auszeichnungen
Internationales Filmfestival Moskau 1961
- Nominierung für den Grand Prix, Nominierter: Géza von Radványi

Deutsche Film- und Medienbewertung (FBW) 1961:
- Prädikat: Wertvoll

Belgische Filmpresse 1961:
- Europapreis in Gold in der Kategorie „Bester Hauptdarsteller“

Bambi-Verleihung 1962
- Bambi für O. W. Fischer in der Kategorie „Schauspieler National“